# Diadegma pyreneator
Diadegma pyreneator là một loài tò vò trong họ Ichneumonidae.